# Gare de Bellegarde
Gare de Bellegarde – stacja kolejowa w Bellegarde-sur-Valserine, w departamencie Ain, w regionie Owernia-Rodan-Alpy, we Francji.
Jest stacją Société nationale des chemins de fer français (SNCF), obsługiwaną przez pociągi TGV i TER Rhône-Alpes. Obsługuje około 750 tysięcy pasażerów rocznie, w tym 500 000 na sieci TER, zwłaszcza do Genewy w Szwajcarii.